# Вахански хребет
Ваханският хребет (на руски: Ваханский хребет) е планински хребет в най-южната част на Памир, разположен на територията на Афганистан (западната част и югоизточните му склонове) и Таджикистан (североизточните му склонове). Простира се от запад на изток на протежение около 160 km, между двете съставящи реки на Пяндж – Вахандаря на юг и Памир на север. На изток и югоизток завършва до долината на река Оксу (горното течение на Бартанг), а на североизток – до долината на река Сулуистик (ляв приток на Оксу). На север чрез прохода Янгидаван (4427 m) се свързва с Южноаличурския хребет. Максимална височина връх Кохе Беландфарин 6286 m, (37°08′53″ с. ш. 73°12′55″ и. д. / 37.148056° с. ш. 73.215278° и. д.), разположен в западната му част, на афганистанска територия. Други по-високи върхове са: 5794 m³ (в централната му част), 5721 m³ (в крайната му западна част), Караджилга 5679 m, Оксой 5298 m (в крайната му източна част). Изграден е основно от вулканогенни и метаморфни скали. От северните му склонове води началото си река Памир, а от южните – реките Вахандаря и Оксу. Склоновете му са покрити с планински степи и планински пустини и са силно разчленени от трогови долини. Най-високите му части са заети от фирнови полета и ледници с обща площ 94,1 km².

## Топографска карта
- J-43-В М 1:500000[2]